# Hans Mieskes
Hans Johann Mieskes (ur. 17 lutego 1915 w Codlei, zm. 20 lipca 2006 w Gießen) – niemiecki filozof, teolog i gerontolog.

## Życiorys
Doktoryzował się w 1941 – Die volkseigene Schule. Grundfragen einer neuen volksdeutschen Erziehungswissenschaft und Pädagogik (für Siebenbürgen dargestellt), j.pol. Szkoła popularna. Podstawowe pytania o nowej niemieckiej edukacji i pedagogice (przedstawione dla obywateli Siedmiogrodu), a habilitował w 1946 w Jenie. W 1956, z uwagi na zagrożenie, opuścił Niemiecką Republikę Demokratyczną. Od 1959 kierował Biurem Studiów Młodzieżowych w Bonn, a od 1961 był profesorem zwyczajnym na Uniwersytecie Justus-Liebig w Gießen. W 1956 zapoczątkował dyscyplinę naukową – geragogikę, zajmującą się potrzebami edukacyjnymi ludzi starszych i starych. Niezależnie od działalności naukowej tworzył aforyzmy. W 1981 przeszedł na emeryturę.